# Gau Mainfranken

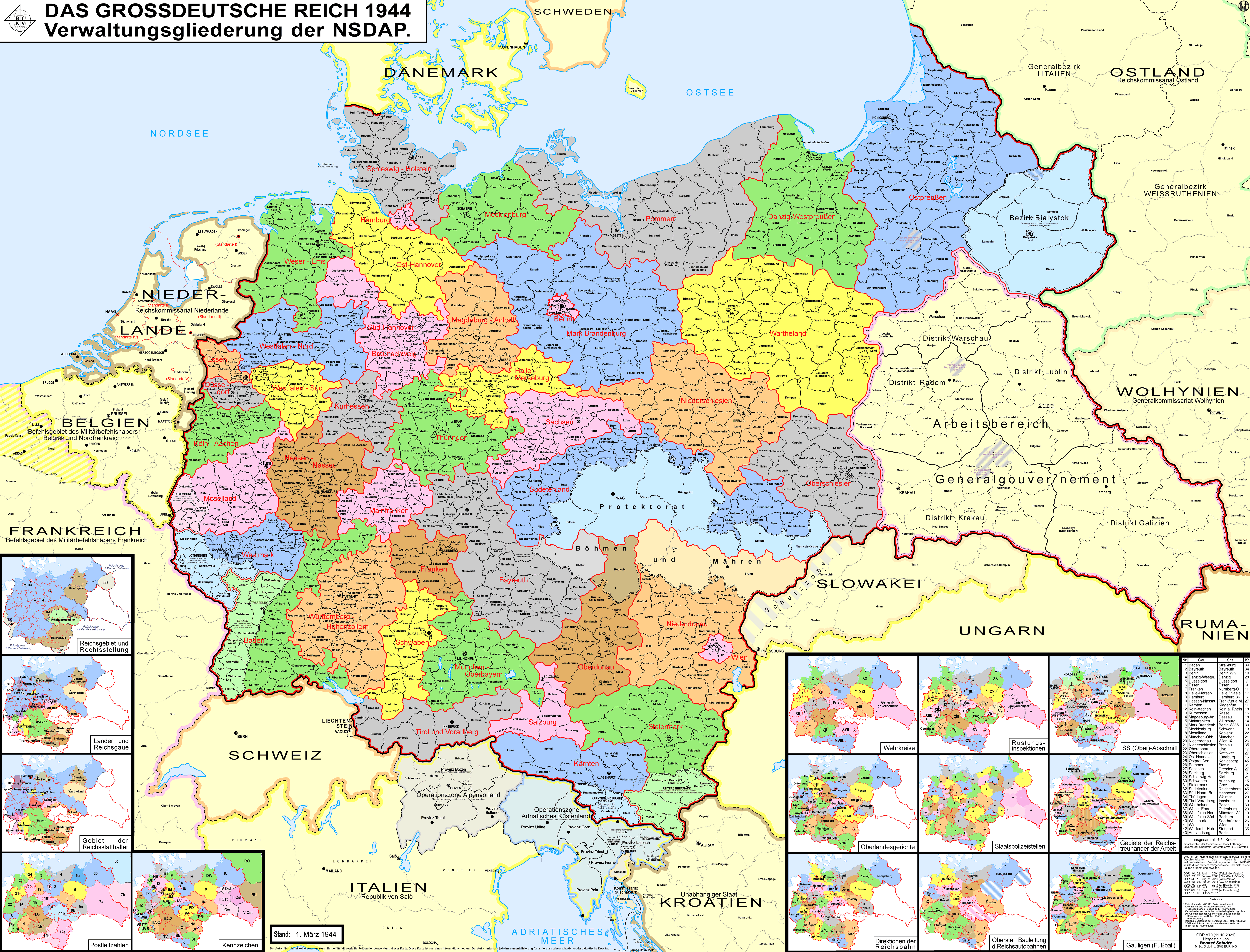
Gaue des Deutschen Reiches 1944

Der Gau Mainfranken war eine Verwaltungseinheit der NSDAP. Bis 1935 hieß er Gau Unterfranken.

## Geschichte und Struktur
Am 27. Juni 1927 wurde der „Gau Unterfranken“ gegründet. Gauleiter war offiziell seit 1928 der Zahnarzt Otto Hellmuth, der bisher der Schriftleiter von Gauzeitungen („Nationale Stimme“) gewesen war und der sich vom Nürnberger Gauleiter Julius Streicher abzuheben versuchte. 1933 zog er als Abgeordneter in den nationalsozialistischen Reichstag ein. Im Freistaat Bayern wurde 1933 Ritter von Epp als Reichsstatthalter eingesetzt. Zu Hellmuths bisherigen Rängen und Titeln als Gauleiter, SA-Standartenführer und NSKK-Obergruppenführer kam am 1. Juli 1934 noch der des Regierungspräsidenten im Regierungsbezirk Unterfranken und Aschaffenburg bzw. (nach Umbenennung des Regierungsbezirks am 1. Juli 1937) Mainfranken. Mit gut 840.000 Einwohnern war der Gau einer der kleinsten, die Gauleitung saß in Würzburg im 1934 von den Nationalsozialisten erworbenen ehemaligen, durch den Architekten und späteren Stadtrat Fritz Saalfrank zum Gauhaus umgebauten Gebäude des Hotels Kronprinz in zur Adolf-Hitler-Straße umbenannten Theaterstraße. Daneben waren viele weitere Gauämter in Würzburg ansässig. Eine Gauführerschule, die Gauschulungsburg „Florian Geyer“, bestand in Schloss Gelchsheim.
Hellmuth wollte aus seinem Gau einen Mustergau machen und der Bevölkerung eine Art mainfränkische Identität geben. Er sah Mainfranken als „Bauerngau“ und den mainfränkischen Stamm in der Tradition der Bauern, die 1525 im Bauernkrieg für ihre Freiheit gekämpft hatten. Neben Florian Geyer (um 1490–1525), dem Bauernführer von 1525, wurden Dichter wie Wolfram von Eschenbach (1170/75-nach 1220) und der Künstler Balthasar Neumann (1687–1753) zum Vorbild. Hellmuth schuf einen Mainfränkischen Kunstpreis (später umbenannt in Max-Reger-Preis); der Beiname „Mainfranken“ tauchte fortan in vielen Bezeichnungen auf (Mainfränkisches Museum, Parteizeitung 1934–1945 Mainfränkische Zeitung). Die Gau-Ausstellung 1939 „Mainfranken wie es strebt und schafft“ sollte eine umfassende Leistungsschau sein.
Schon drei Wochen vor der ersten großen reichsweiten Boykottaktion gegen Juden am 1. April erzwang Hellmuth am 11. März 1933 in Würzburg die zeitweise Schließung jüdischer Geschäfte, Kanzleien und Praxen. Der Gauwirtschaftsberater Kurt Hasslinger plante die „Arisierung“ jüdischer Unternehmen voranzutreiben, vor allem sein Nachfolger ab 1937/38 Dr. Hans Vogel griff massiv in die Zwangsverkäufe ein, besonders im Viehhandel im Raum Bad Kissingen/Hammelburg. Im Novemberpogrom 1938 wurden zahlreiche Synagogen und Geschäfte zerstört. Im November 1941 setzten die Deportationen der jüdischen Bevölkerung in den Osten ein.
Der Gauleiter wurde 1939 enttäuscht, als ihm aufgrund der „Verordnung über die Bestellung von Reichsverteidigungskommissaren“ vom 1. September 1939 das neue Amt des Reichsverteidigungskommissars nicht übertragen wurde, da der Gau keinem der 18 Wehrkreise entsprach. Erst mit der „Verordnung über die Reichsverteidigungskommissare und die Vereinheitlichung der Wirtschaftsverwaltung“ vom 16. November 1942 wurden die Parteigaue zu Reichsverteidigungsbezirken und damit jeder Gauleiter zum Reichsverteidigungskommissar gemacht. Daneben war er seit 1940 Gauwohnungskommissar. Am 6. April 1942 wurde er Beauftragter des Generalbevollmächtigten für den Arbeitseinsatz, am 25. September 1944 Führer des Volkssturms im Gau Mainfranken.
Im Dr.-Hellmuth-Plan wurde eine Besiedlung der Höhenlagen der Rhön und im Spessart mit einer speziell ausgelesenen Menschengruppe geplant, die letztlich scheiterte bis auf die Anlage des Rhönhofs 1937. Der Würzburger Mediziner und Leiter des Rassenpolitischen Amtes im Gau Ludwig Schmidt nahm rassenbiologische Erhebungen der Bevölkerung vor. Vom 3. bis 6. Oktober 1940 wurden auf Anordnung des Gauleiters insgesamt 777 Patienten aus der Heilanstalt Schloss Werneck verlegt. Davon kam die Hälfte in die Heil- und Pflegeanstalt Lohr am Main, die andere Hälfte über verschiedene Zwischenanstalten in die Tötungsanstalten der als „Euthanasie“ bezeichneten Ermordung von Geisteskranken und Behinderten im Schloss Sonnenstein bei Pirna und Schloss Hartheim bei Linz, wo sie vergast wurden.
Hellmuth flüchtete mit seiner Familie und der Gauleitung am 2. April 1945 zunächst nach Untermerzbach bei Ebern und dann über Haßfurt am 9. April 1945 nach Eggolsheim bei Forchheim in der Fränkischen Schweiz. Am 14. April 1945 löste sich die NSDAP in Mainfranken offiziell auf.

## Gauleiter
Gauleiter war
- Otto Hellmuth (3. Sept. 1928 – April 1945)

Stellvertreter waren
- Ludwig Pösl (1. Oktober 1931 – September 1937)
- Friedrich Kühnreich (20. September 1937–1945)